# Gabriel Ferraté Pascual
Gabriel Ferraté Pascual (Reus, Tarragona, 3 de marzo de 1932-Barcelona, 11 de febrero de 2024) fue ingeniero industrial y perito agrícola español. Catedrático Emérito Honorífico de la Universidad Politécnica de Cataluña y fundador de la Universidad Abierta de Cataluña.

## Orígenes
Gabriel Ferraté Pascual, a los cuatro años, se traslada con sus padres a vivir a Francia, durante la guerra civil española y se escolarizó en francés antes de aprender catalán y español. Es primo hermano del poeta en catalán Gabriel Ferrater y también del crítico literario y traductor Joan Ferraté, quienes proceden todos ellos de una familia con una empresa de producción y exportación de vino del Priorato fundada en Reus en 1890 por sus bisabuelos Gabriel Ferraté Gili.  Desde 1966 está casado con Josefina Casas de Figueras, con quien tiene tres hijos.
Ya en la adolescencia muestra más interés por la tecnología que por la empresa familiar vinícola y exportadora para desesperación de sus padres, Amadeu Ferraté y María Pascual, y empieza a diseñar y construir pequeñas radios, aparatos electrónicos y electromecánicos, televisiones y computadoras con válvulas y relés antes de la invención y popularización del transistor.

## Trayectoria científica, docente e investigadora
Su actividad científica, docente e investigadora se ha centrado en los campos de la automática, la cibernética, la electrónica, la informática, la robótica y la inteligencia artificial. 
En 1958, a los 26 años, fundó en Reus la empresa CYBER, dedicada al diseño y la fabricación de equipos de electrónica industrial y de control inteligente de tráfico, y rápidamente la empresa CYBER de Gabriel Ferraté se fusionaría en la empresa EYSSA - Enclavamientos y Señales S.A., multinacional española con sede en Barcelona fundada el 14 de mayo de 1948 y cuya actividad se prolongó hasta 1978, dedicada el estudio e implantación de la ordenación, señalización y regulación del tráfico viario. Gabriel Ferraté dirigió el laboratorio de electrónica de EYSSA, en el que se llevaron a cabo las investigaciones y desarrollo de los sistemas computerizados para la regulación inteligente del tráfico viario, instalados en distintas ciudades del mundo.
Sumultáneamente a la dirección técnica de la compañía EYSSA, en 1968 el doctor Gabriel Ferraté gana la primera plaza española de catedrático de control automático, por la Escuela Técnica Superior de Ingenieros Industriales de Barcelona.

## Trayectoria directiva en política científica y de universidades. Rector de la Universidad Politécnica de Cataluña (UPC)
En 1969 fue elegido director de la Escuela de Ingenieros Industriales de Barcelona, cuyos orígenes se remontan a 1851. Ocupó el cargo de director de esta Escuela hasta 1972, justo después de la integración del histórico centro en la nueva Universidad Politécnica de Barcelona. Creó y dirigió el Laboratorio de Automática de la Escuela Técnica Superior de Ingeniería Industrial de Barcelona.
Fue elegido rector de la nueva Universidad Politécnica de Barcelona (UPB) de 1972 a 1976, dejando el cargo cuando fue nombrado por el gobierno español, en 1976, director general de Universidades e Investigación y más tarde director general de Política Científica de España. Posteriormente volvió a ser elegido rector 4 veces más y durante 16 años seguidos de la Universidad Politécnica de Cataluña de 1978 a 1994 (de 1978 a 1983 UPB - Universidad Politécnica de Barcelona /  de 1983 a 1994 UPC - Universidad Politécnica de Cataluña, con su nombre actual). 
La biblioteca central de la universidad lleva su nombre Biblioteca Rector Gabriel Ferraté, ubicada en el Campus Nord de la UPC, en el nuevo Campus que el rector Gabriel Ferraté impulsó, planificó y buscó la financiación pública para ubicar y racionalizar el crecimiento ordenado y los servicios compartidos de los distintos centros y escuelas técnicas ubicadas en edificios provisionales y dispersos que integraban la Universidad Politécnica de Cataluña, antes de 1992, en distintos emplazamientos de la comunidad autónoma. Las obras y construcción del nuevo 'Càmpus Nord' de la UPC pudo ser finalmente financiado después de que las competencias en Universidades fueran transferidas a la Generalidad de Cataluña y pudo ser inaugurado por el propio rector Ferraté.
Fue miembro fundador en España de la International Federation of Automatic Control (IFAC), Ha sido presidente de la Agrupación Española de Bioingeniería (1980-85), e impulsor y director del Instituto de Cibernética (hoy Instituto de Robótica e Informática Industrial, centro mixto entre la UPC y el CSIC). Desde 1984 hasta 1987 ha sido miembro del Comité Consultivo del Instituto Internacional para el Desarrollo de la Informática (IBIDI) de la Oficina Intergubernamental para la Informática (IBI), creada por la Organización de las Naciones Unidas. Entre 1980-1989 fue vicepresidente del 'Consell Interdepartamental de Recerca i Innovació Tecnològica' (CIRIT). Ha sido Presidente de la Fundación BCD - Barcelona Centro de Diseño de 1982 a 1992.

## Rector Fundador de la Universidad Abierta de Cataluña (UOC)
En 1993 fue el ideólogo de la futura UOC con el modelo de la primera universidad pública con Campus Virtual en línea del mundo 100% a través de Internet y fue nombrado delegado de la Generalidad de Cataluña para la creación y fundación de la nueva Universidad Abierta de Cataluña - UOC. Era la segunda universidad que Gabriel Ferraté Pascual impulsaba después de la Universidad Politécnica de Cataluña, y de la que también fue su rector. 
Fue elegido primer rector de la UOC en 1995, cargo que ocupó durante 10 años hasta 2005. En el momento de su retirada cómo rector, en 2005, el número de estudiantes matriculados en la Universidad Abierta de Cataluña - UOC era de 37.095 Grados entre Diplomaturas, Licenciaturas y Grados, y más 3.621 estudiantes matriculados de Postgrados: Másteres universitarios postgrados y doctorados. Además de una oferta propia global para estudiantes fuera de España: 850 en Europa, 550 en Centroamérica y Suramérica, 70 en Asia, 50 en EE. UU. y Canadá, 40 en África y 5 en Oceanía.
En 1999 fue nombrado Presidente del Consejo Asesor para el Desarrollo Sostenible de Cataluña. En 2002 fue nombrado Vicepresidente de la ICDE (International Council for Open and Distance Education). Ha sido miembro de la Comisión de Educación Superior del Consejo de Europa. 
Presidió Caixa Tarragona entre 1995 y 2010. Fue miembro del patronato de la Fundació Enciclopèdia Catalana hasta 2010.
Fue presidente del Instituto Cerdà y miembro numerario del Instituto de Estudios Catalanes, académico de la Real Academia de Medicina de Cataluña, académico de la Real Academia de Ciencias y Artes de Barcelona, académico constituyente de la Real Academia de Ingeniería de España, profesor en el Colegio Libre de Eméritos y Socio de Honor del Centro de Lectura de Reus, entre otras instituciones. 
También fue presidente de la Fundación "Sócrates Educa" que crea e impulsa la Escola Internacional del Camp en Salou, de la que fue vicepresidente, y cuyos primeros cursos académicos empezaron el 2012-2013.

## Condecoraciones y reconocimientos
- En 1972 es investido Caballero de la Orden de las Palmas Académicas del Estado francés.
- En 1973 es investido Oficial de la Orden de las Palmas Académicas del Estado francés.
- En 1973 es condecorado con la Gran Cruz de la Orden Civil de Alfonso X el Sabio.[2]
- En 1978 recibe de la mano del cosmonauta Vladimir Dzhanibekov la Medalla Konstantín Tsiolkovski de la Federación Cosmonáutica de la URSS
- En 1989 recibe Medalla Narcís Monturiol de la Generalidad de Cataluña al mérito científico y tecnológico.
- En 1995 es investido doctor honoris causa por la Universidad Politécnica de Madrid (UPM)
- En 1996 es galadonado con el Premio Creu de Sant Jordi de la Generalidad de Cataluña.
- En 1998 el Ayuntamiento de Barcelona le otorga la Medalla de Oro de la Ciudad al mérito científico.
- En 1998 se le concede la Medalla de Honor García-Cabrerizo al Fomento de la Innovación.
- En 2001 el International Council for Open and Distance Education (ICDE) le concedió el Premio a la Excelencia Individual.
- En 2001 Ingresa cómo profesor en el Colegio Libre de Eméritos.
- En 2002 es Premio CambresCAT a la mejor trayectoria personal en Internet,
- En 2003 recibe el Premio Salvà i Campillo y el Premio de Honor a su trayectoria en la "Nit de les Telecomunicacions".
- En 2004 es condecorado con la Gran Cruz de la Orden del Mérito Civil por el Ministerio de Ciencia i Tecnología español.
- En 2004 es Premio Virtual Educa: "Prize for Educational Quality of the Inter-American Agency for Cooperation and Development of American States"
- En 2004 es Premio Nacional de Automática (CEA / IFAC)
- En 2005 es investido doctor honoris causa por la Universidad de Lérida (UDL)
- En 2005 se le otorga el Premio Nacional de Telecomunicaciones.
- En 2006 recibe la Medalla de Oro de la Orden de Mérito - Innovación Educativa y Educación a Distancia, en Bogotá, Colombia.
- En 2008 es Premio Tecnet a la "Trayectoria profesional que más ha contribuido al progreso y a la innovación tecnológica en España"[3]
- En 2012 es Premio Gaudí-Gressol a la trayectoria profesional y personal, méritos y dedicación.[4]
- En 2017 recibe la Medalla de Honor de la UOC

## Otros
Fue bibliófilo y poseyó una importante colección de historia y crónicas de Cataluña. Dispuso de una de las colecciones de poesía catalana más importantes del mundo. En 1996 cedió más de 6.000 volúmenes a la biblioteca central que lleva su nombre, de la Universidad Politécnica de Cataluña.
En 2012 fue presidente del tribunal que otorgó un excelente cum laude a la tesis “La Gran Pirámide, clave secreta del pasado” .